# Latina (Schule)
Die Latina August Hermann Francke ist die älteste Schule der Franckeschen Stiftungen in Halle. Ursprünglich als lateinische Hauptschule konzipiert, besteht sie seit dem Ende des 17. Jahrhunderts. 1991 wurde sie als humanistisches Landesgymnasium in der Trägerschaft des Ministeriums für Bildung des Landes Sachsen-Anhalt neu gegründet. Neben der Latina bestehen mit dem Landesgymnasium für Musik in Wernigerode und der Landesschule Pforta in Schulpforte nur zwei weitere Landesgymnasien in Sachsen-Anhalt. Seit 1997 trägt die Latina zudem den Titel Europaschule. 80 Lehrer unterrichten derzeit etwa 800 Schüler. Eine Besonderheit der Schule ist der seit 1993 integrierte musikalische Zweig.

## Geschichte
Die Latina (früher auch: Lateinische Schule, Lateinische Hauptschule) wurde als eine der ersten Schulen der Franckeschen Stiftungen im Jahr 1697 gegründet. Sie war vorgesehen für Knaben bürgerlicher Familien, die vor hatten, sich mit akademischen Studien zu beschäftigen. In den ersten Jahrzehnten nach der Gründung fand der Unterricht durch Studenten der halleschen Universität statt, die als Gegenleistung einen freien Mittagstisch erhielten. Erster Sitz der Schule war der Gasthof Zum Raubschiff, ein Gebäude, in dem auch auswärtige Schüler untergebracht waren. Im Jahre 1709 betrug die Zahl der Schüler bereits 256, darunter befanden sich 64 Waisenkinder. Erster Inspektor der Schule war der Magister Justinus Töllner.

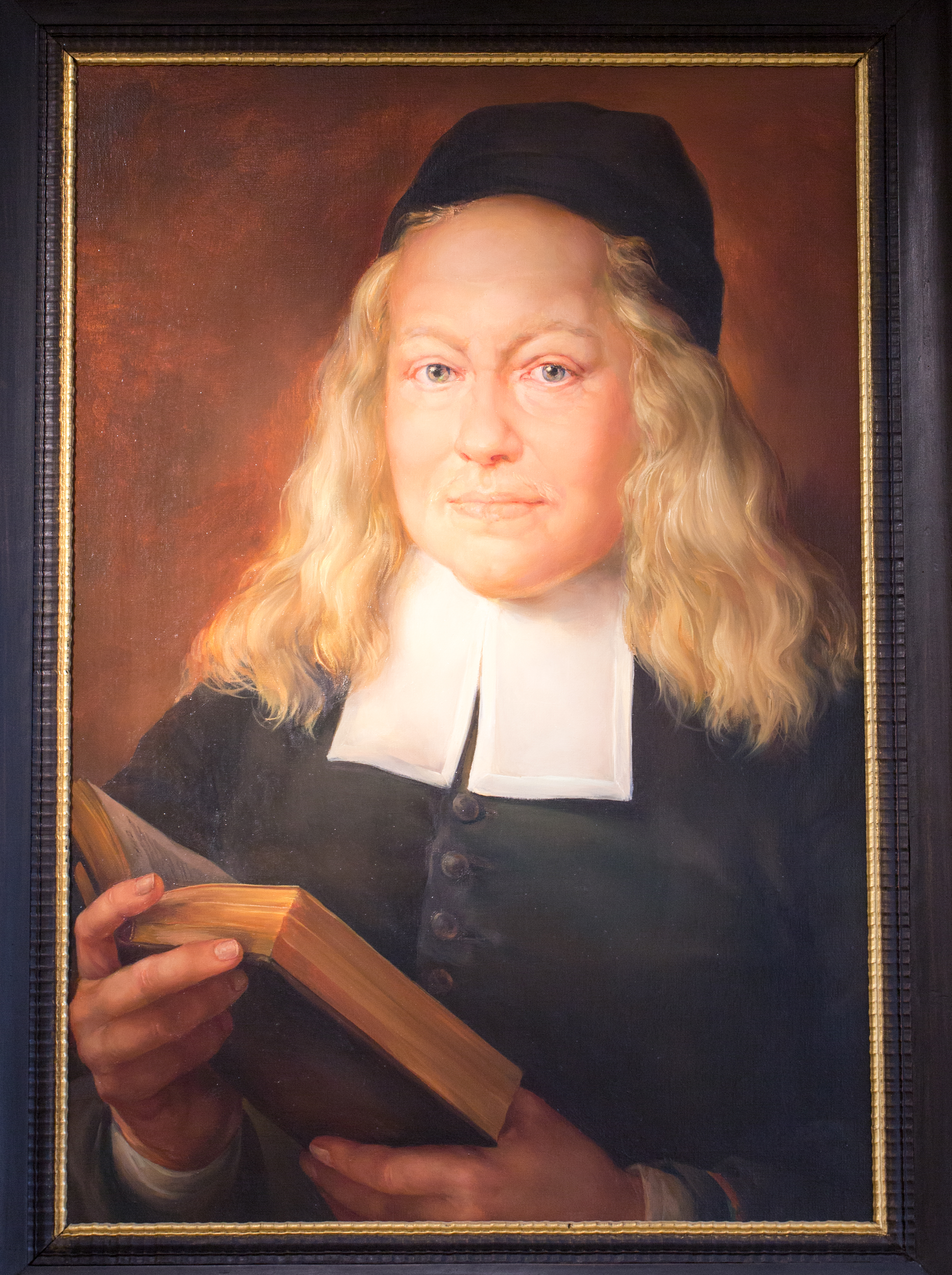
Gründer der Franckeschen Stiftungen: August Hermann Francke

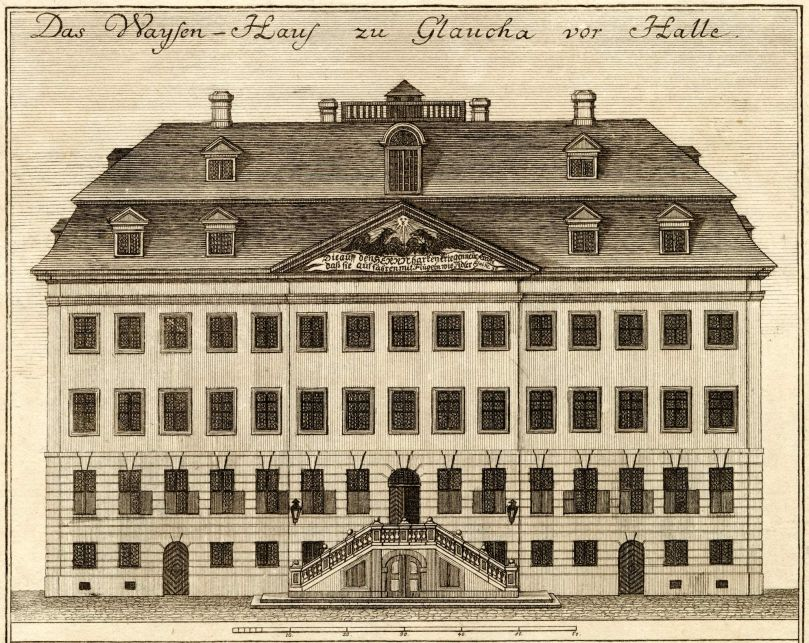
Franckesche Stiftungen: Historisches Waisenhaus, zeitweiliger Sitz der Latina (Kupferstich, 1749)

Die zunehmende Schülerzahl erforderte einen baldigen Umzug. Im Jahr 1714 zogen die ersten Klassen in die beiden oberen Stockwerke des Hauptgebäudes des Waisenhauses, ab 1734 residierte die gesamte Latina dort. Die Zahl der Schüler wuchs in den folgenden Jahren weiter an, 1857 zählte man 640 Schüler.
Im Jahr 1873 wurde das Königliche Pädagogium der Franckeschen Stiftungen, das 1695 als Erziehungs- und Bildungsanstalt für Kinder aus dem Adel und dem reichen Bürgertum gegründet worden war, in die Latina integriert. Im Jahre 1906 bezog die Latina ein neu gebautes Schulgebäude (Haus 42 der Franckeschen Stiftungen). Die Schulstatistik von 1925 wies neun Klassen mit insgesamt 322 Schülern aus.
In der NS-Zeit kam es zu Umbenennungen der höheren Schulen der Franckeschen Stiftungen. Während die Oberrealschule sich am 13. Mai 1939 den Namen Mackensen-Schule. Stiftische Oberschule für Jungen nach dem Generalfeldmarschall August von Mackensen gab, beantragte Max Dorn als Schulleiter der Lateinischen Hauptschule drei Jahre später, am 18. Juni 1942, die Namensänderung in Latina, Gymnasium der Franckeschen Stiftungen. Am 20. Juli 1942 wurde der Antrag vom Reichsministerium genehmigt.

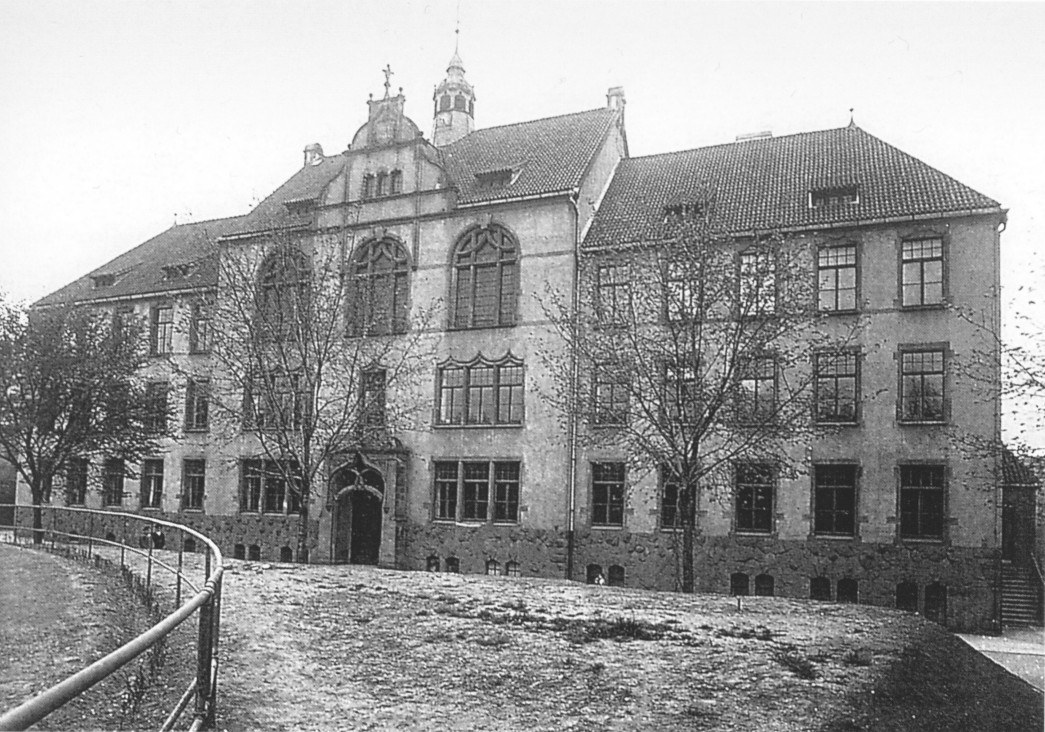
Schulgebäude der Latina (Haus 42), um 1925

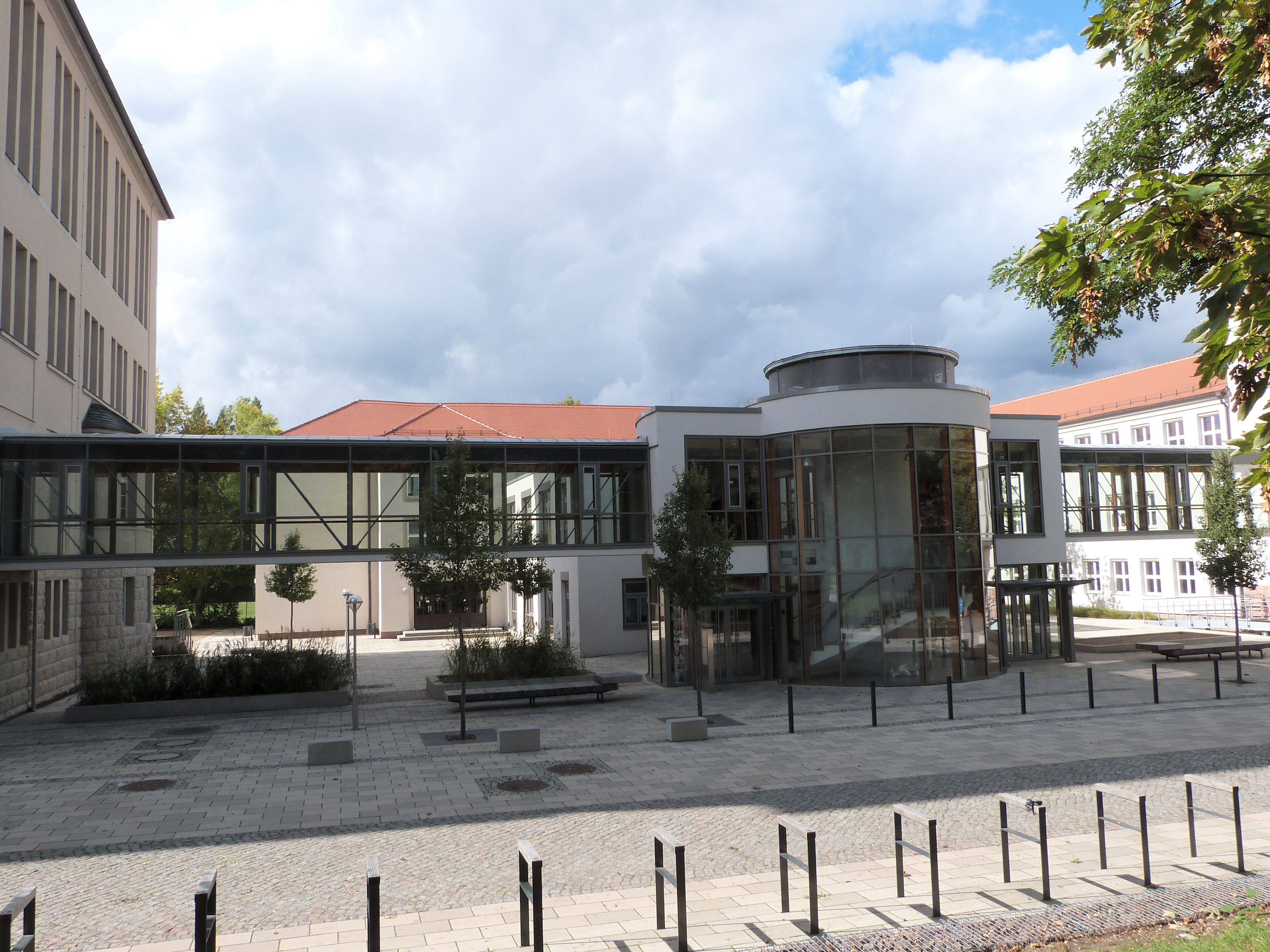
Empfangsgebäude mit Zentralgarderobe und Verbindungsbau

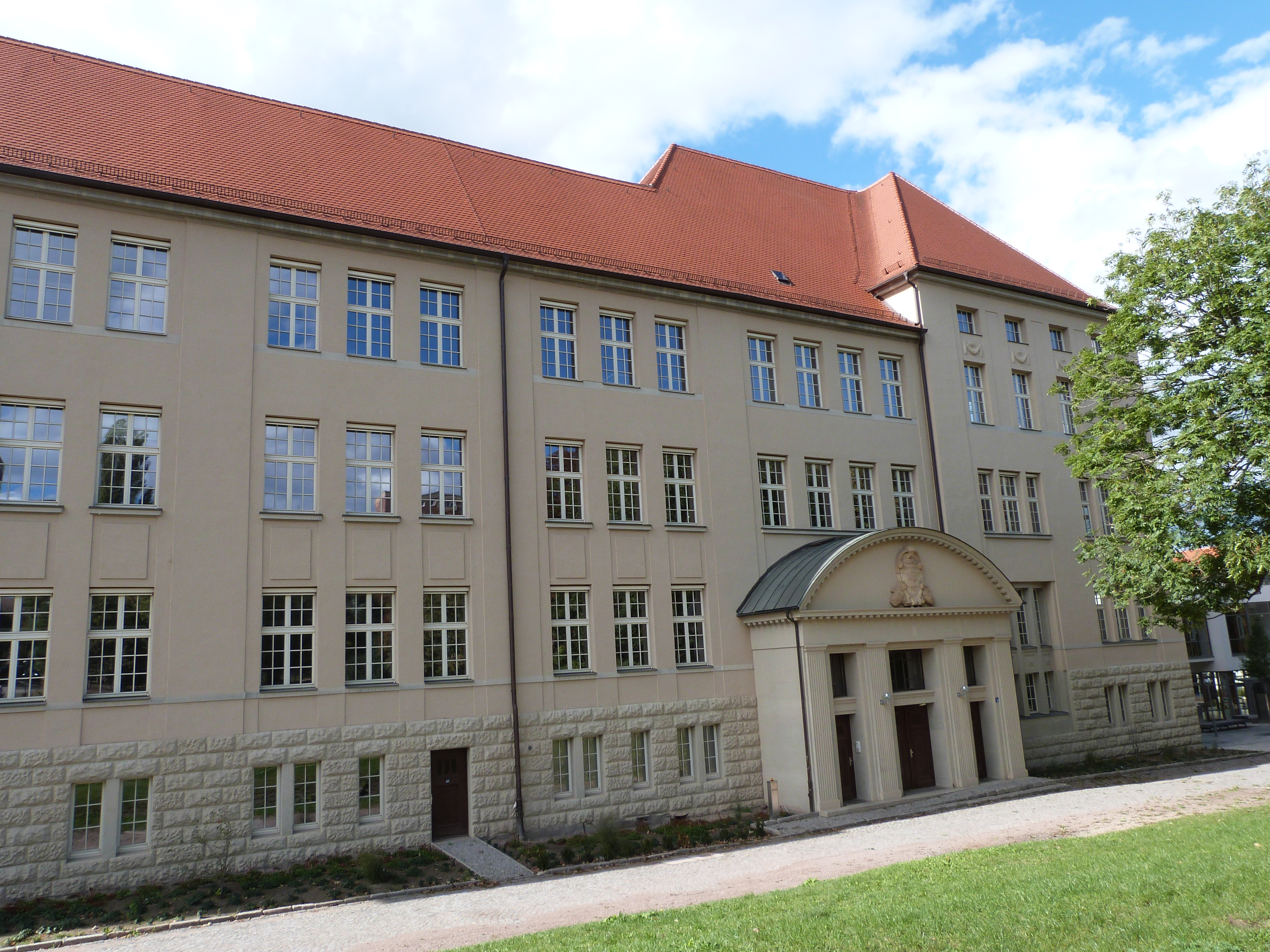
Schulgebäude der Latina (Haus 43), 2016

Am 31. März 1945 wurde das Schulgebäude der Latina bei einem Fliegerangriff getroffen und teilweise zerstört. Im Mai 1946 wurde die Rechtspersönlichkeit der Franckeschen Stiftungen durch das Gesetz zur Demokratisierung der deutschen Schule aufgehoben. Durch eine Verordnung der Regierung des Präsidiums der Provinz Sachsen wurden das Schulgebäude sowie die Gebäude der Pensionsanstalt der Martin-Luther-Universität Halle übertragen.
Die Latina wurde nach dem Ende des Zweiten Weltkrieges zunächst als Oberschule August Hermann Francke mit 25 Klassen fortgeführt. Diese nutzte das während des Krieges nicht beschädigte und direkt benachbarte Schulgebäude der früheren Oberrealschule (Haus 43) der Franckeschen Stiftungen. Das ehemalige Schulgebäude der Latina wurde nach dem Wiederaufbau ab 1950 von der neugegründeten Arbeiter-und-Bauern-Fakultät, später auch von einer Kindertagesstätte genutzt.
Durch das Gesetz über die sozialistische Entwicklung des Schulwesens in der Deutschen Demokratischen Republik vom 2. Dezember 1959 wurde die Oberschule August Hermann Francke in die Konzeption einer Erweiterten Oberschule (EOS) überführt. Dabei behielt diese Schule den Namen August Hermann Francke weiter und dürfte damit zusammen mit der gleichnamigen und ebenfalls in den Franckeschen Stiftungen befindlichen Polytechnischen Oberschule eine der wenigen nach einem Theologen benannten Schulen der DDR gewesen sein.
Die Schule war eine von neun Schulen der DDR, die erweiterten altsprachlichen Unterricht anboten (Latein und Altgriechisch).

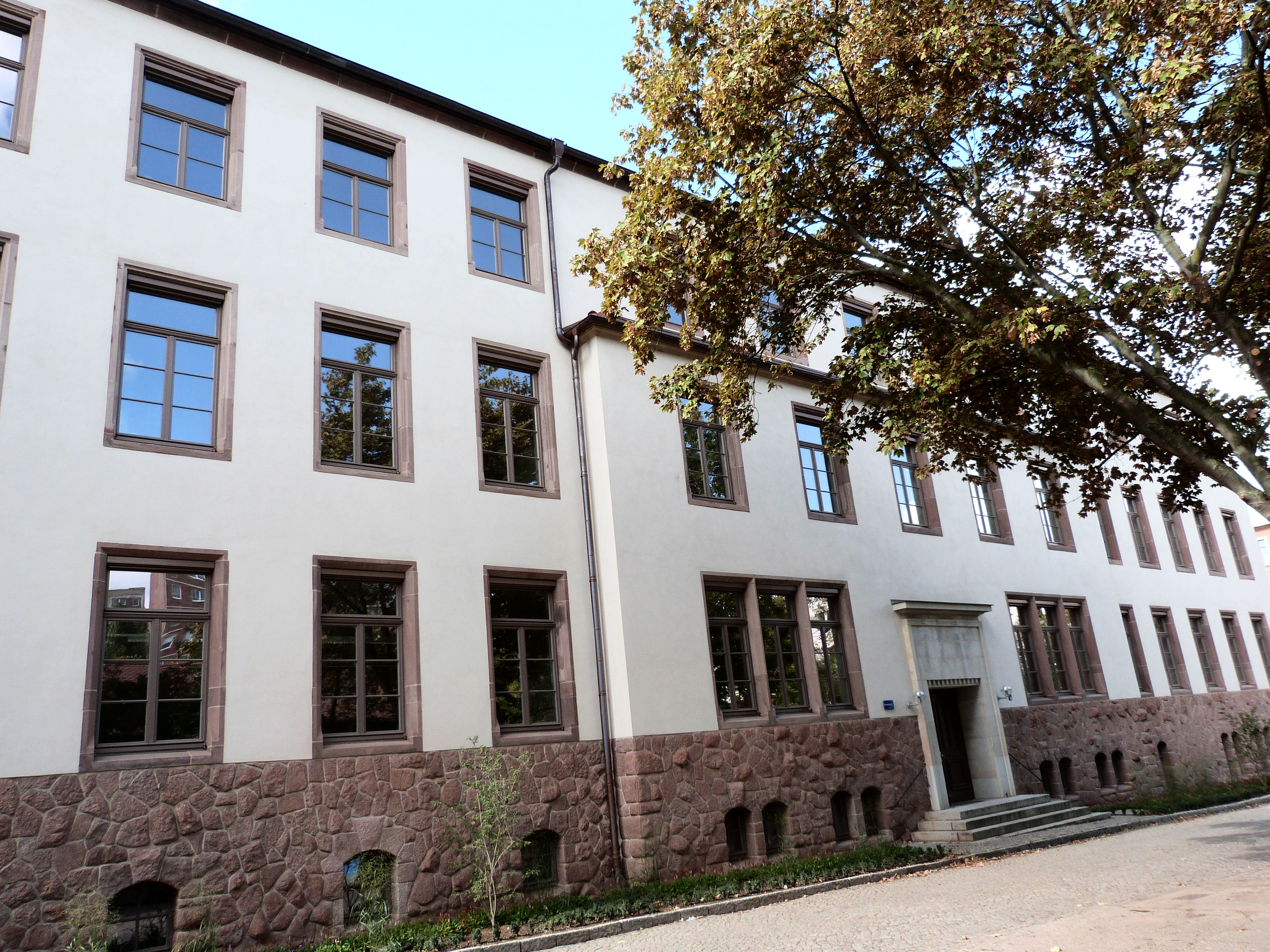
Schulgebäude der Latina (Haus 42), 2016

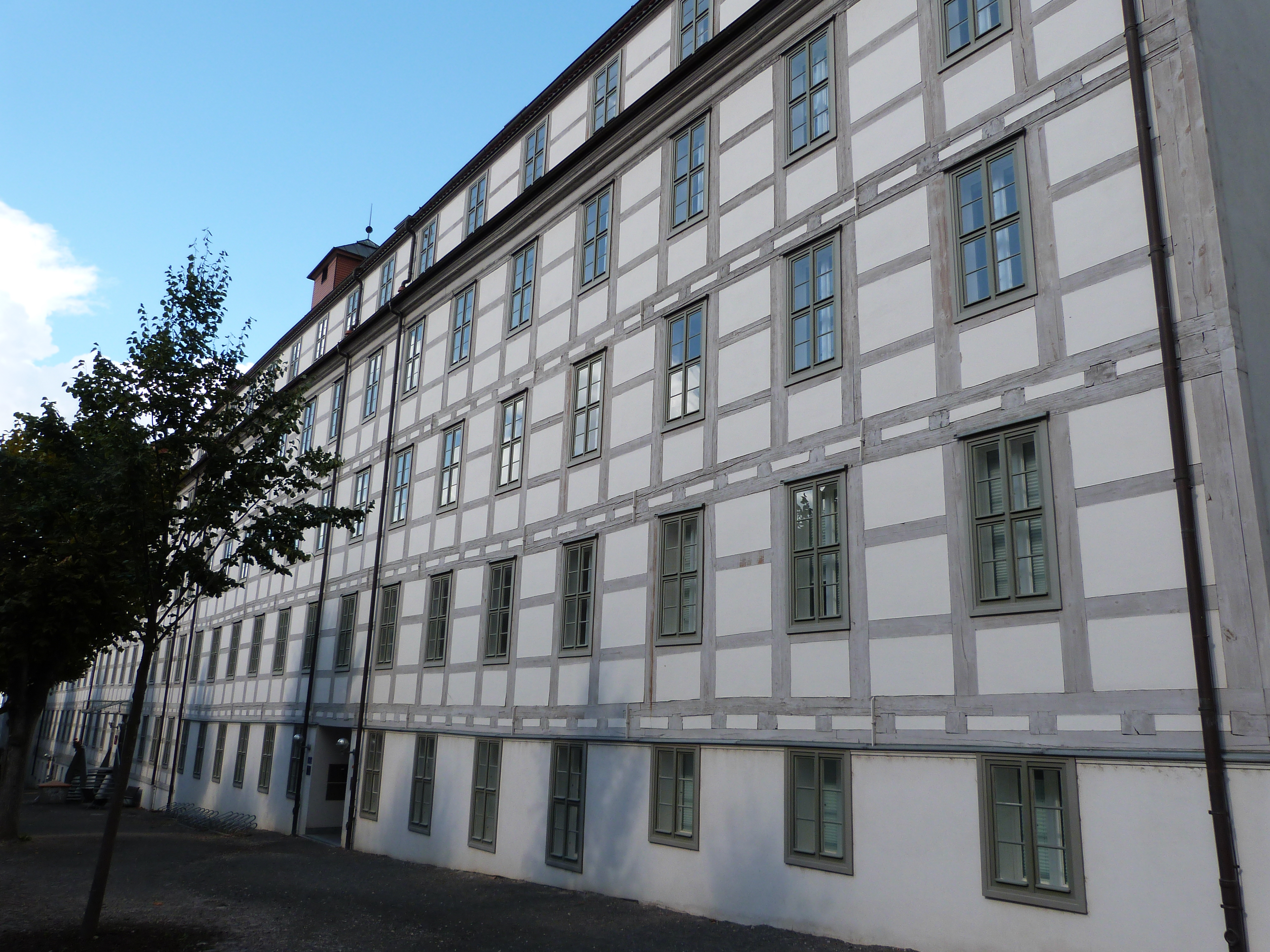
Blick auf das Lange Haus mit der Pensionsanstalt der Latina (2016)

Nach der Friedlichen Revolution wurde die EOS zum Schuljahr 1991/1992 in das Landesgymnasium August Hermann Francke umgewandelt. Zugleich wurde der alte Name Latina wieder angenommen. Wegen der steigenden Schülerzahl wurde in den folgenden Jahren zusätzlich das ehemalige und wieder zur Verfügung stehende Schulgebäude der Latina genutzt.
Die zur Latina gehörige Pensionsanstalt wurde 1697 gegründet und wird noch heute als Internat mit 94 Plätzen für weiter entfernt wohnende Schüler genutzt. Es befindet sich seit 1714 im Langen Haus der Franckeschen Stiftungen (Häuser 10 – 13), dem größten Fachwerkgebäude Deutschlands.
Ab dem Jahr 2010 ist mit einer umfassenden Sanierung beider historischen und von der Latina genutzten Schulgebäude (Haus 42 und 43) begonnen worden. Beide Schulgebäude sind dabei im Jahr 2013 durch einen Verbindungsbau vereinigt worden. Die erforderlichen Baumaßnahmen werden von Land und Bund (Konjunkturprogramm II), aus Eigenmitteln der Franckeschen Stiftungen sowie durch private Spenden getragen.

## Sprachlicher Zweig
Nachdem die Schüler in der Grundschule ab der dritten Klasse Englisch lernen, wird an der Latina bereits ab der fünften Klasse die zweite Fremdsprache (Latein oder Französisch) eingeführt. Eine dritte Fremdsprache (Französisch, Russisch, Spanisch oder Altgriechisch) ist ab der achten Klasse obligatorisch. Hebräisch kann im Rahmen einer Arbeitsgemeinschaft ab Klasse 8 erlernt werden. Ab der 9. Klasse kann zwischen Spanisch und Latein freiwillig eine vierte Fremdsprache belegt werden.

## Musikalischer Zweig
Mit den Sängern des Stadtsingechors zu Halle bilden sie die Musikklassen. Die Instrumentalausbildung erfolgt im Einzel- und im Gruppenunterricht, in der Oberstufe im Profilkurs Musik. Die jahrgangsübergreifende Teilnahme an der Chor- und Orchesterarbeit ist verpflichtend. Die Gesangsausbildung im Stadtsingechor umfasst u. a. die stimmbildnerische Einzelschulung. Ziel ist eine optimale Stimmentwicklung jedes Sängers als Grundlage für die Realisierung eines anspruchsvollen Chorrepertoires.
Koordinator des Musikzweiges ist Henry Ventur (* 1965 in Leipzig), welcher seit 1992 an der Latina Musikgeschichte und Musiktheorie lehrt. Zudem übernimmt er auch die musikalische Leitung und Direktion des Jugendsinfonieorchesters der Latina.
Die musikalische Ausbildung am Musikzweig der Latina erfolgt durch ausgebildete Pädagogen und Profimusiker, teils von Mitgliedern der Staatskapelle Halle, prominenten Musikern wie Ragna Schirmer sowie von Dozenten des Musikinstituts der Martin-Luther-Universität Halle-Wittenberg.
Der Stadtsingechor zu Halle sowie das Jugendsinfonieorchester der Latina unternehmen frequentierte Konzertreisen, u. a. im Rahmen von Austauschprogrammen mit der Lycée Racine Paris und der Spezialschule für Musik des Konservatoriums Rimski-Korsakow Sankt Petersburg (bis 2022).
Schüler des Musikzweiges sind an Hochschulen für Musik sowie zahlreichen Berufsorchestern deutschlandweit vertreten.

## Besonderheit der Schule
Der sprachliche und musische Zweig ermöglichen der Latina, ein reiches Kulturleben zu gestalten. So nimmt die Latina an verschiedenen Bildungsprojekten mit Partnerschulen in Frankreich, Italien, Russland, Argentinien, Israel, USA und Finnland teil. Schüleraustausche werden mit hohem Engagement der beteiligten Kollegen, Schüler und Gasteltern durchgeführt. Auch werden jedes Jahr Gastschüler aus anderen Ländern aufgenommen. Sie nehmen am Unterricht teil, werden in das schulische und außerschulische Leben einbezogen und kehren mit vielen neuen Eindrücken in ihre Länder zurück.
Zur Schule gehört eine große und gut ausgestattete Schulbibliothek, die nicht nur mit ca. 35.000 Büchern, sondern auch mit Plätzen zur Internetrecherche ausgerüstet ist. Die Schulbibliothek der Latina wird von einem hauptamtlichen Bibliothekar betreut.
Die Schule verfügt über eine für etwa 1,1 Mio. Euro sanierte Aula, die mit modernster Licht- und Tontechnik ausgestattet ist. Sie hat eine Kapazität von bis zu 390 Sitzplätzen und ist eine der modernsten Schul-Aulas Deutschlands. Nach der Sanierung wurde die Aula in Paul-Raabe-Saal umbenannt.
In ihrer Freizeit haben die Schüler der Latina die Möglichkeit, an diversen deutsch- und fremdsprachigen Theatergruppen, in gemischten Chören und Orchestern mitzuwirken und die Kulturarbeit der Franckeschen Stiftungen zu unterstützen. Dies geschieht zum Beispiel im Juniorenkreis und bei Führungen durch das Stiftungsgelände. Es bestehen zahlreiche Arbeitsgemeinschaften z. B. im Bereich des Sports, der Informatik, der Kunst und der Naturwissenschaften.
Die intensive Zusammenarbeit der Latina mit den Franckeschen Stiftungen, den in Halle angesiedelten pädagogischen, sozialen, wissenschaftlichen und kulturellen Einrichtungen der Stadt bzw. mit vielen weiteren Institutionen innerhalb und außerhalb der Landesgrenzen von Sachsen-Anhalt (z. B. der Studienstiftung des deutschen Volkes Bonn und der Elisabeth-Lebek-Stiftung für lebendiges Latein in Pullach) stellt eine weitere Besonderheit dar im deutschen Schulwesen.

## Lehrer
- Werner Rodde (1726–1804), Inspektor von 1749 bis 1751
- Benjamin Friedrich Schmieder (1736–1813)
- Christian David Jani (1743–1790)
- David Gottlieb Niemeyer (1745–1788)
- Christian Gottlieb Friedrich Stöwe (1756–1824)
- Christian Gottlieb Konopack (1767–1841)
- Wilhelm Lange (1767–1831)
- Johann Heinrich Krause (1800–1882)
- Carl Friedrich Gottlob Foertsch (1805–1878)
- Karl Ludwig Peter (1808–1893)
- Friedrich August Eckstein (1810–1885)
- Friedrich August Arnold (1812–1869)
- Theodor Bergk (1812–1881)
- Karl Friedrich Scheibe (1812–1869)
- Christian Scherling (1812–1903)
- Bernhard Todt (1829–1891)
- Albert Ludwig Ewald (1832–1903)
- Bernhard Ludwig Suphan (1845–1911)
- Hugo Johannes Bestmann (1854–1925)
- Friedrich Neubauer (1861–1953)
- Gottfried Brunner (1880–nach 1942)
- Hans Osterwald (1889–1967)
- Ernst Glaser-Gerhard (1891–1973), Lehrer von 1919 bis 1929
- Willi Vogl (1961)

## Schüler der Latina
- Friedemann Andreas Zülich, evangelischer Geistlicher und Hochschullehrer
- Johann Christoph von Dreyhaupt (ab 1706), Jurist und Historiker
- Bernhard August Gärtner (1719–1793), Verwaltungsjurist und Regierungsbeamter
- Jacob Rodde (1723–1789), Schüler 1739 bis 1744, deutsch-baltischer Beamter, Übersetzer und Russist
- Werner Rodde (1726–1804), Schüler 1739 bis 1744, evangelisch-lutherischer Geistlicher und Pädagoge
- Christian Friedrich Völkner (1728–1796), Historiker, Konferenzssekretär an der Russischen Akademie der Wissenschaften und Begründer der Bergbau-Dynastie Völkner
- Friedrich Nicolai (ab 1745), Schriftsteller, Verlagsbuchhändler, Kritiker, Hauptvertreter der Berliner Aufklärung
- Johann Friedrich Struensee (ab 1746), Arzt und Minister am dänischen Hof
- Johann Georg Feldhann (1755–1826), Philologe und Rektor der Haupt- und Gelehrtenschule in Dessau
- Salomon Friedrich Merkel (1760–1823), Jurist in Kassel
- Johann Christian Wilhelm Juncker (1761–1800), Mediziner und Universitätsprofessor
- Frederick Muhlenberg (1763–1769), erster Sprecher des Repräsentantenhauses der Vereinigten Staaten
- Peter Muhlenberg (1763–1766), General im Amerikanischen Unabhängigkeitskrieg und Mitglied in beiden Kammern des Kongresses der Vereinigten Staaten für den Bundesstaat Pennsylvania
- Henry Muhlenberg (1763–1769), deutsch-amerikanischer lutherischer Theologe und Naturforscher
- Wilhelm Lange (1767–1831), klassischer Philologe, später Lehrer an der Schule
- Ludwig Dankegott Cramer (1791–1824), Hochschullehrer in Wittenberg, Rostock und Leipzig
- Carl Loewe (1796–1869), Komponist
- Johann Friedrich Naue (ca. 1799–1806), Komponist, Organist, Chorleiter und Herausgeber
- Wilhelm Eduard Weber (ab 1816), Physiker
- Friedrich August Eckstein (ab 1822), Altphilologe und Pädagoge
- Oswald Bertram (1827–1876), Buchhändler und Verleger
- Robert Franz (Knauth) (ab 1828), Komponist, Universitätsmusikdirektor, Chorleiter und Organist
- Armin Stein (1840–1929), Schriftsteller und Komponist
- Rudolf Ernst Weise (1844–1935), Maschinenbauer und Unternehmer
- Gustav Warneck (ab 1850), ev. Theologe und Begründer der systematischen protestantischen Missionswissenschaft
- Adolf Frantz (1851–1908), Rechtswissenschaftler und Hochschullehrer
- Emil Körner (bis 1866), Artillerist und Militärreformer in Chile
- Heinrich Hitzigrath (ab 1865), Gymnasiallehrer in Hamburg
- Bernhard von Bülow (1864–1867), Reichskanzler Deutsches Kaiserreich (1900–1909)
- Richard Wintzer (1866–1952), Maler, Illustrator, Komponist und Schriftsteller
- Hans Kleemann (1883–1958), Musikwissenschaftler, Musikkritiker und Komponist
- Rudolf Disselhorst (1885), Arzt, Tierarzt und Universitätsprofessor
- Oswald Spengler (ab 1891), Geschichtsphilosoph, Kulturhistoriker und politischer Schriftsteller
- Walther Vetter (1891–1967), Musikwissenschaftler
- Hans Herzfeld (1892–1982), Historiker
- Otto Haußleiter (1896–1982), Staatswissenschaftler und Verwaltungsbeamter
- Walter Serauky (1903–1959), Musikwissenschaftler
- Kurt Hübenthal (1918–2007), Sänger, Regisseur und Musikpädagoge
- Günter Mühlpfordt (1921–2017), Historiker
- Joachim Latacz (* 1934), Altphilologe
- Wolfgang Kirsch (1938–2010), Altphilologe[5]
- Gerhard Feige (* 1951), römisch-katholischer Bischof von Magdeburg
- Michael Bergunder (* 1966), evangelischer Theologe, Professor für Religionswissenschaft und interkulturelle Theologie
- Rebekka A. Klein (* 1980), evangelische Theologin, Professorin für Systematische Theologie
- Jonathan Hutter (* 1989), deutsch-schweizerischer Schauspieler
- Saskia Rosendahl (* 1993), Filmschauspielerin

## Partnerschulen
- 636. Mittelschule Sankt Petersburg, Russland (für Sprachzweig)
- Spezialschule für Musik des Konservatoriums Rimski-Korsakow Sankt Petersburg, Russland (für Musikzweig)
- Liceo Classico e Scientifico „Galileo Galilei“ Tarquinia, Italien
- Liceo Scientifico Statale „Paolo Ruffini“ Viterbo, Italien
- Lycée Racine Paris, Frankreich (für Musikzweig)
- Lycée Paul-Louis Courier Tours, Frankreich (für Sprachzweig)
- Pöllönkankaan Yläaste Oulu, Finnland
- Instituto Schiller A-643, Buenos Aires